# Internationale luchthaven Changi

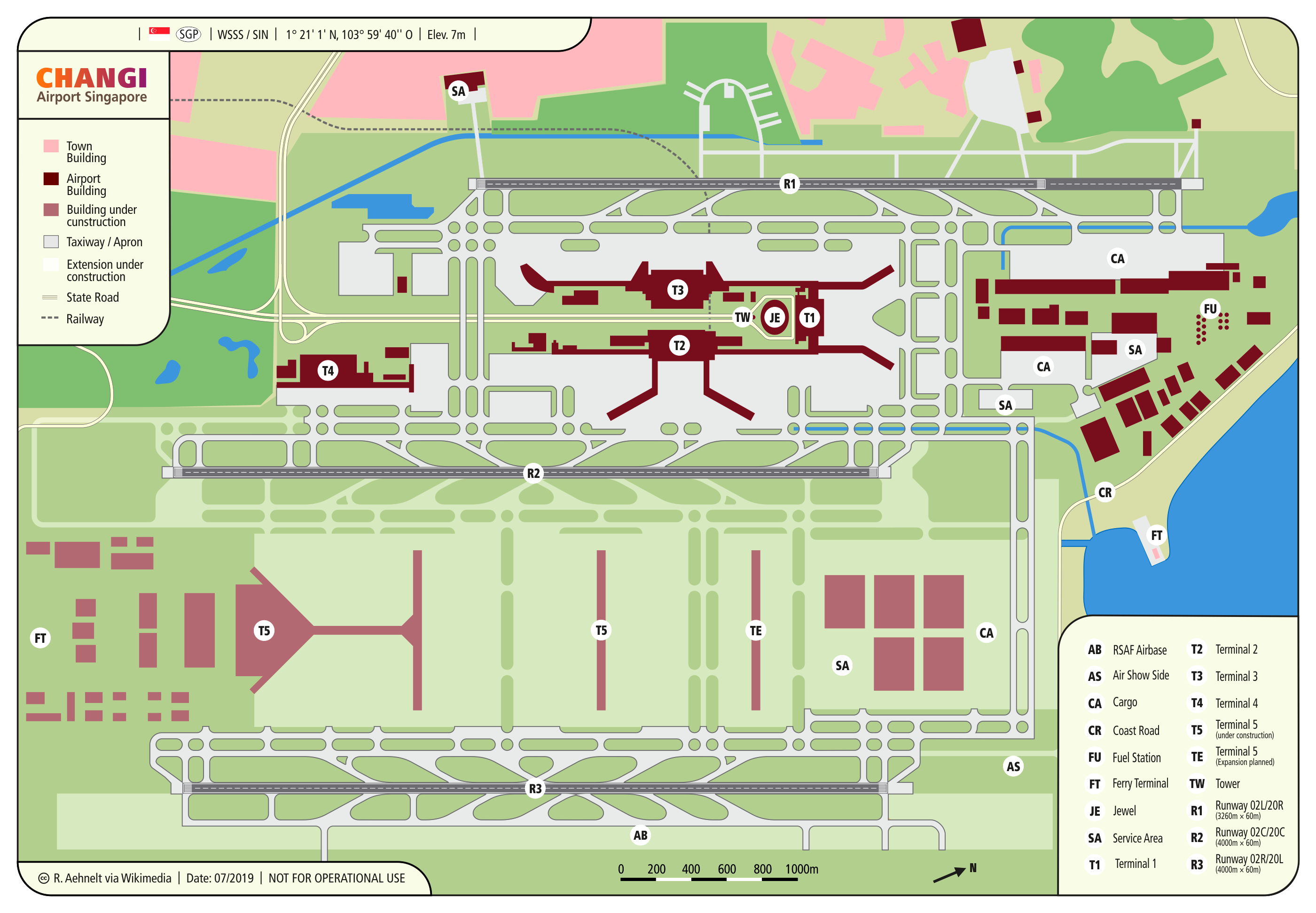
Kaart van luchthaven en terminals

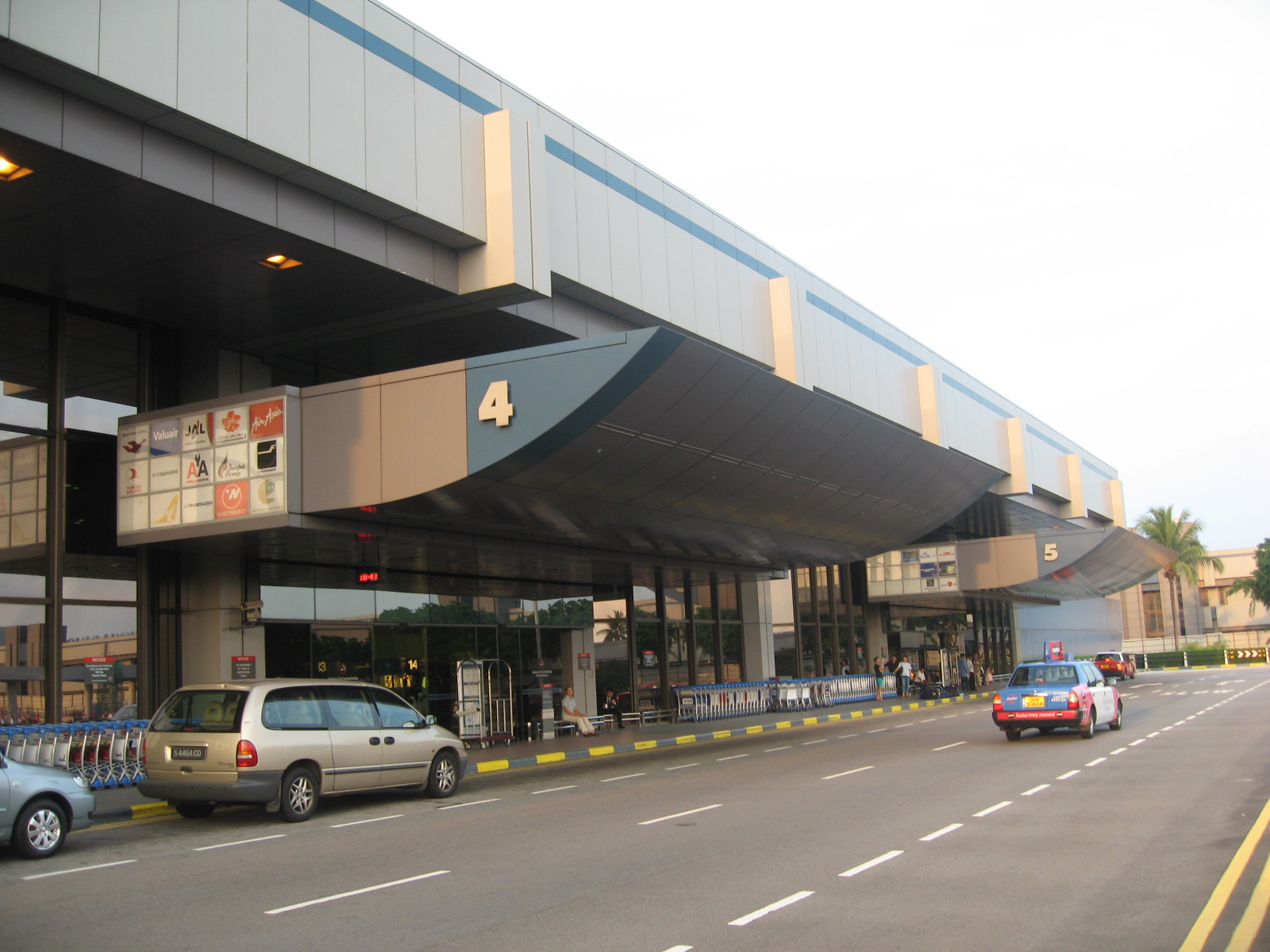
Ingang Terminal 1 (T1)

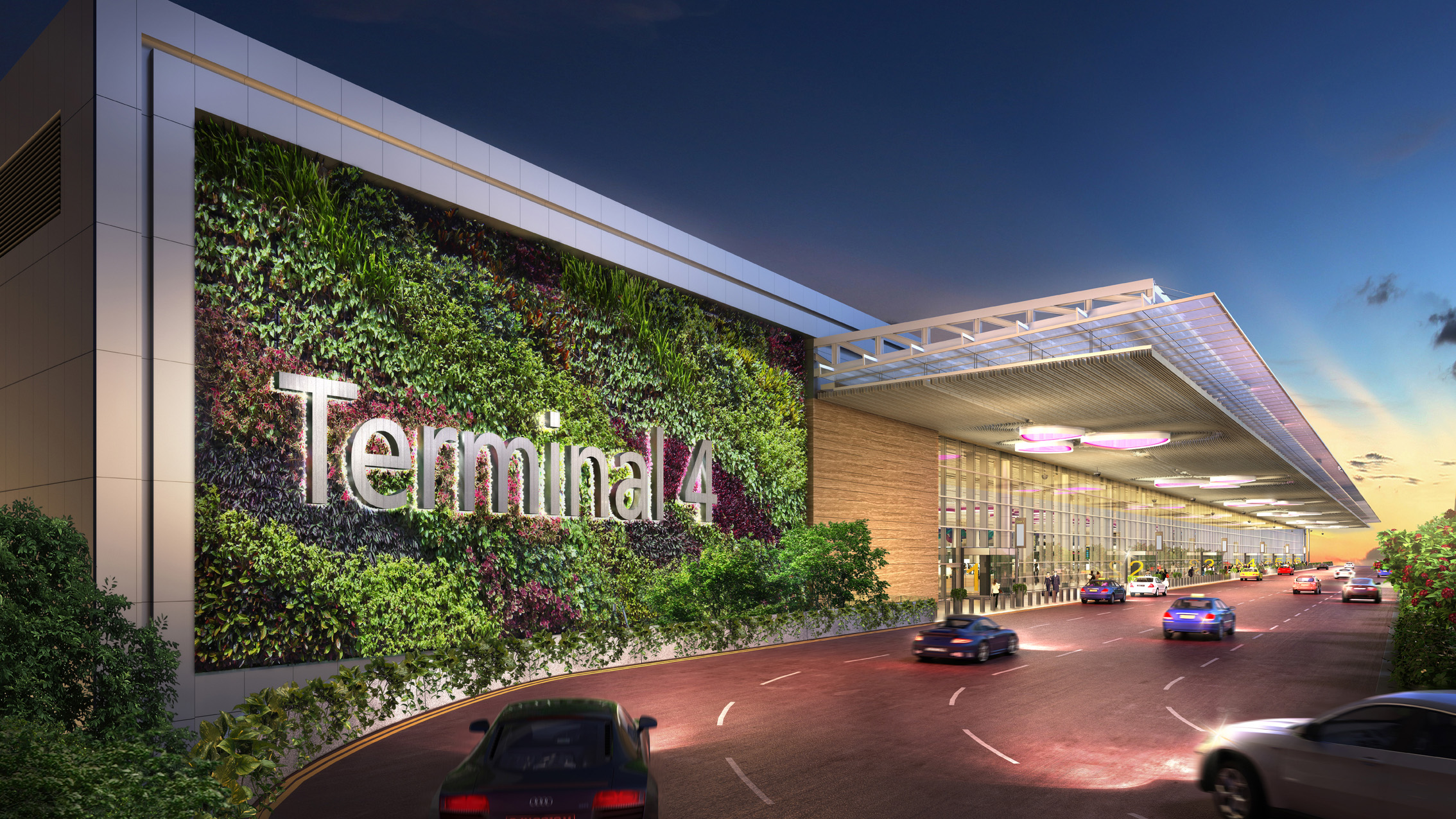
Artists impression ingang T4

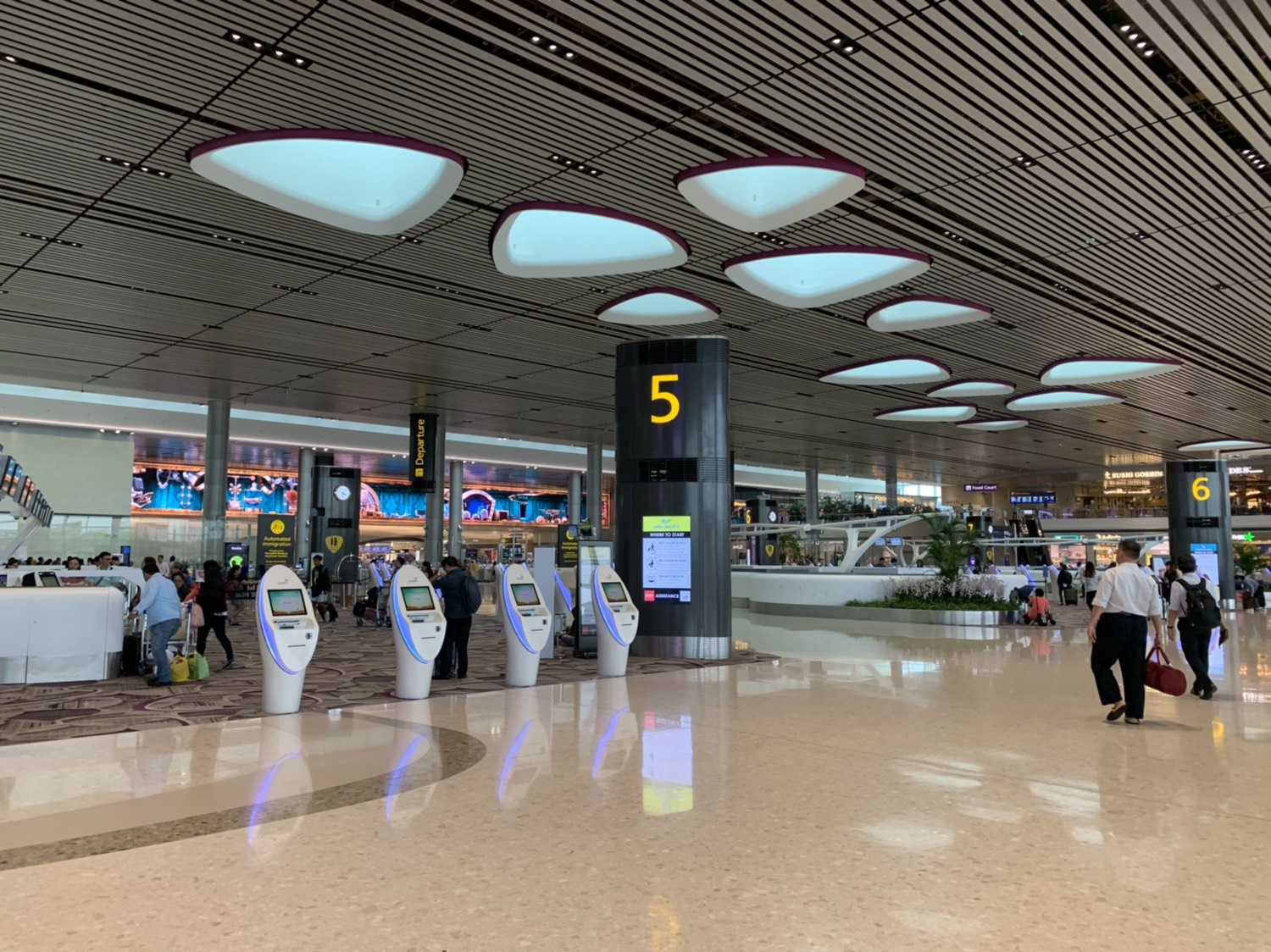
Vertrekhal Terminal 4 (T4)

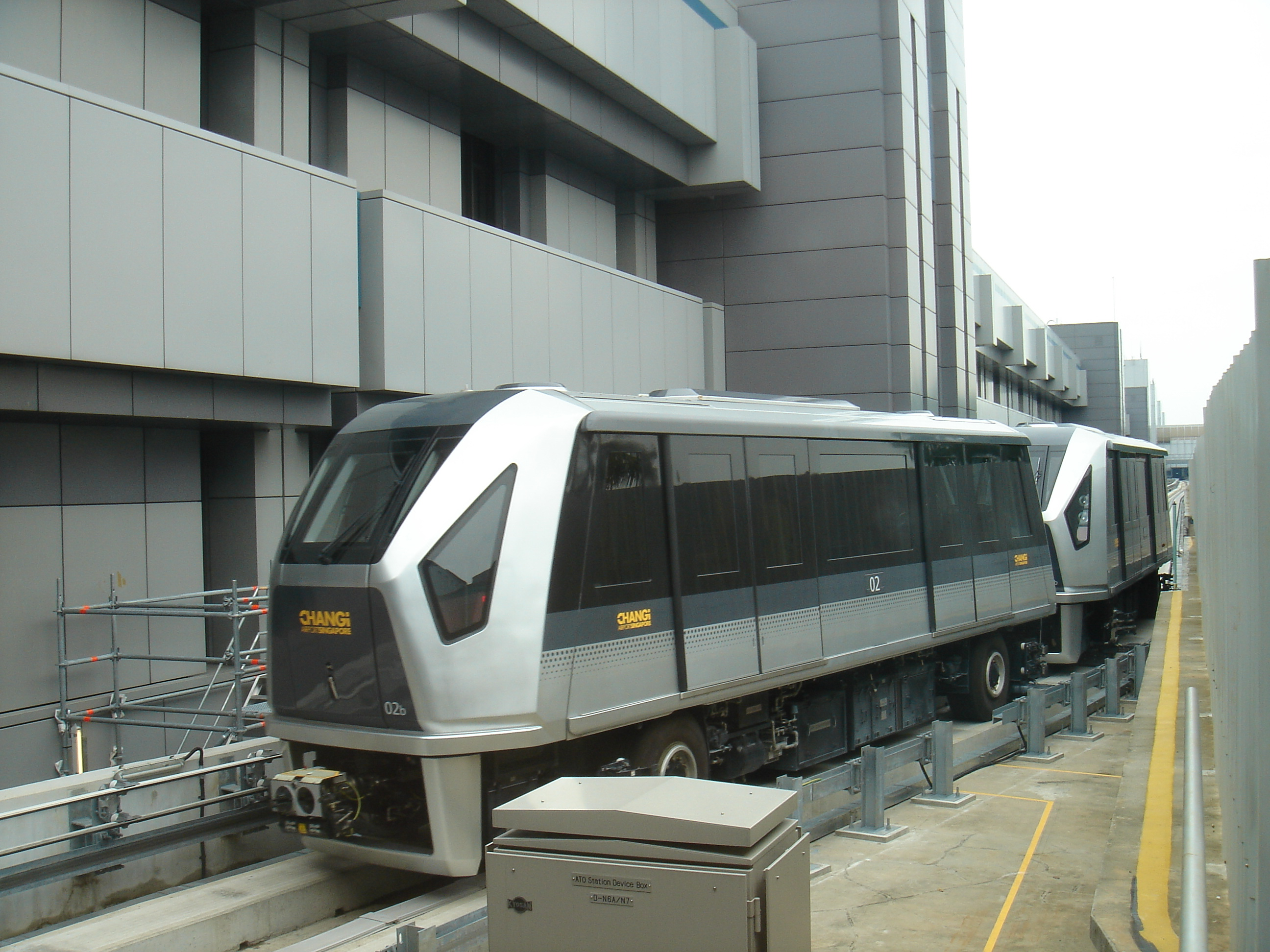
Changi Airport Skytrain tussen de terminals.

Singapore Changi Airport (Maleis: Lapangan Terbang Changi Singapura ; Mandarijn: 新加坡樟宜機場; Tamil: சிங்கப்பூர் சாங்கி விமானநிலையம்; Pinyin: Xīnjiāpō Zhāngyí Jīchǎng) is de internationale luchthaven van Singapore. Het ligt 17 kilometer ten noordoosten van het stadscentrum, in het uiterste oosten op het hoofdeiland Singapore, in het district Changi. 
In 2019 was het met 68 miljoen passagiers de 18e luchthaven ter wereld en in Azië was het op zeven na de grootste. Als vrachtvliegveld (gemeten in tonnen vracht) stond Changi in 2019 op de 14e plaats wereldwijd.
Changi is een belangrijke hub tussen Europa en Zuidoost-Azië. Het is ook voor veel vluchten van Europa naar Australië een belangrijke tussenstop. In totaal landen meer dan 70 luchtvaartmaatschappijen op Changi, die uit meer dan 150 steden en 50 landen komen. Het is de thuishaven van Singapore Airlines en diens dochteronderneming SilkAir.

## Geschiedenis
De bouw werd begonnen in 1975. Dit was nodig vanwege een extreme groei van passagiers op het toenmalige vliegveld van Singapore, Singapore International Airport in de wijk Paya Lebar. Tussen 1970 en 1975 verdubbelde het aantal passagiers dat Singapore aandeed. De oude luchthaven raakte daardoor overvol. In de zomer van 1981 was Changi gereed, maar de officiële opening volgde pas op 29 december 1981. 
In het eerste jaar deden ruim 8 miljoen passagiers de nieuwe luchthaven aan en in de jaren daarna bleef de vraag stijgen en werd ook een tweede startbaan opgeleverd. De tweede terminal (T2) was in 1989 klaar. Het jaar erna ontving Changi 15,6 miljoen passagiers.
In 1999 werd gestart met de bouw van een derde terminal. De T3-terminal werd in januari 2009 in gebruikgenomen. 
Intussen was in 2006 al een derde (korte) startbaan in gebruik genomen, maar die wordt voorlopig alleen door de Singaporese Luchtmacht gebruikt en is een zelfstandig vliegveld geworden onder de naam Changi RSAF. 
Van 2006 tot 2014 was er een kleine terminal voor budgetmaatschappijen. Op de plaats van die terminal werd in 2014 begonnen aan de bouw van de T4-terminal die in de tweede jaarhelft van 2017 geopend wordt. Op 31 oktober 2017 kwam de terminal in bedrijf. De T4-terminal kan 16 miljoen passagiers per jaar verwerken waarmee de totale capaciteit komt op 82 miljoen passagiers.
De people mover type Crystal Mover verzorgt onder de naam Changi Airport Skytrain veel verkeer tussen de terminals en tussen de terminals en de metro. Op 17 april 2019 werd Jewel Changi Airport geopend, het is een connector die de verbindingen realiseert tussen de terminals 1, 2 en 3. De connector maakt ook de verdere groei van T1 tot 24 miljoen passagiers per jaar mogelijk. Jewel Changi Airport is een architecturaal hoogstandje met de grootste indoorwaterval ter wereld, 40 meter hoog, een binnentuin van vijf verdiepingen hoog, een lange glazen brug, twee doolhoven en een hotel.
De luchthaven ontving in 2019 meer dan 68 miljoen passagiers.
Vanwege een beveiligingsprobleem met de MediaWiki Graph-software is het momenteel niet mogelijk deze grafiek weer te geven. Zodra de software is bijgewerkt zal de grafiek vanzelf weer zichtbaar worden.
| Jaar | Passagiers | Vracht (in ton) | Vliegtuig- bewegingen |
| ---- | ---------- | --------------- | --------------------- |
| 1998 | 23.803.180 | 1.283.660       | 165.242               |
| 2000 | 28.618.200 | 1.682.489       | 173.947               |
| 2005 | 32.430.856 | 1.833.721       | 204.138               |
| 2010 | 42.038.777 | 1.813.809       | 263.593               |
| 2015 | 55.448.964 | 1.853.087       | 346.334               |
| 2016 | 58.698.039 | 1.969.434       | 360.490               |
| 2017 | 62.219.573 | 2.125.226       | 346.334               |
| 2018 | 65.600.000 | 2.150.000       | 386.000               |
| 2019 | 68.300.000 | 2.010.000       | 382.000               |
| 2020 | 11.800.000 | 1.540.000       | 125.000               |
| 2021 | 3.053.000  | 1.947.000       | 109.000               |
| 2022 | 32.200.000 | 1.850.000       | 219.000               |

## Langste lijnvlucht
Sinds 9 november 2020 is de langste actieve lijnvlucht van passagiers op grote afstand de vluchten SQ23/SQ24 van Singapore Airlines met een Airbus A350-900ULR tussen Singapore Changi en de John F. Kennedy International Airport van New York. De afstand tussen beide luchthavens in rechte lijn is 15.349 kilometer. SQ23 vertrekkend in New York heeft een gemiddelde vluchttijd van 18 uur en 27 minuten. De vlucht vanuit Singapore, SQ24, tikt gemiddeld af op 18 uur en 10 minuten.

## Bereikbaarheid
Het vliegveld is met de stad verbonden door middel van de MRT (Metro), bussen en taxi's. Voor de metroverbinding bevindt station Changi Airport zich ondergronds in de verbindingskoker tussen de Terminals 2 en 3 van de luchthaven. Hiernaar wordt verwezen met "Train to city", slechts in het klein wordt daarbij MRT vermeld. 
De Airport Boulevard verbindt Changi met het begin van 2 snelwegen richting centrum: de East Coast Parkway (ECP) en de Pan Island Expressway (PIE). De laatste loopt door tot vlak bij de Malaysia–Singapore Second Link.

## Rol in de ontwikkeling van de stad
Singapore Airlines heeft haar voornaamste hub op Changi Airport. In de strategie om de verbinding te realiseren tussen het westen en bijvoorbeeld Australië, zijn er vaak relatief lange transfertijden.  